# Laetesia trispathulata
Laetesia trispathulata är en spindelart som först beskrevs av Arthur Urquhart 1886.  Laetesia trispathulata ingår i släktet Laetesia och familjen täckvävarspindlar. Inga underarter finns listade i Catalogue of Life.